# Stiftskirche (Anderlecht)

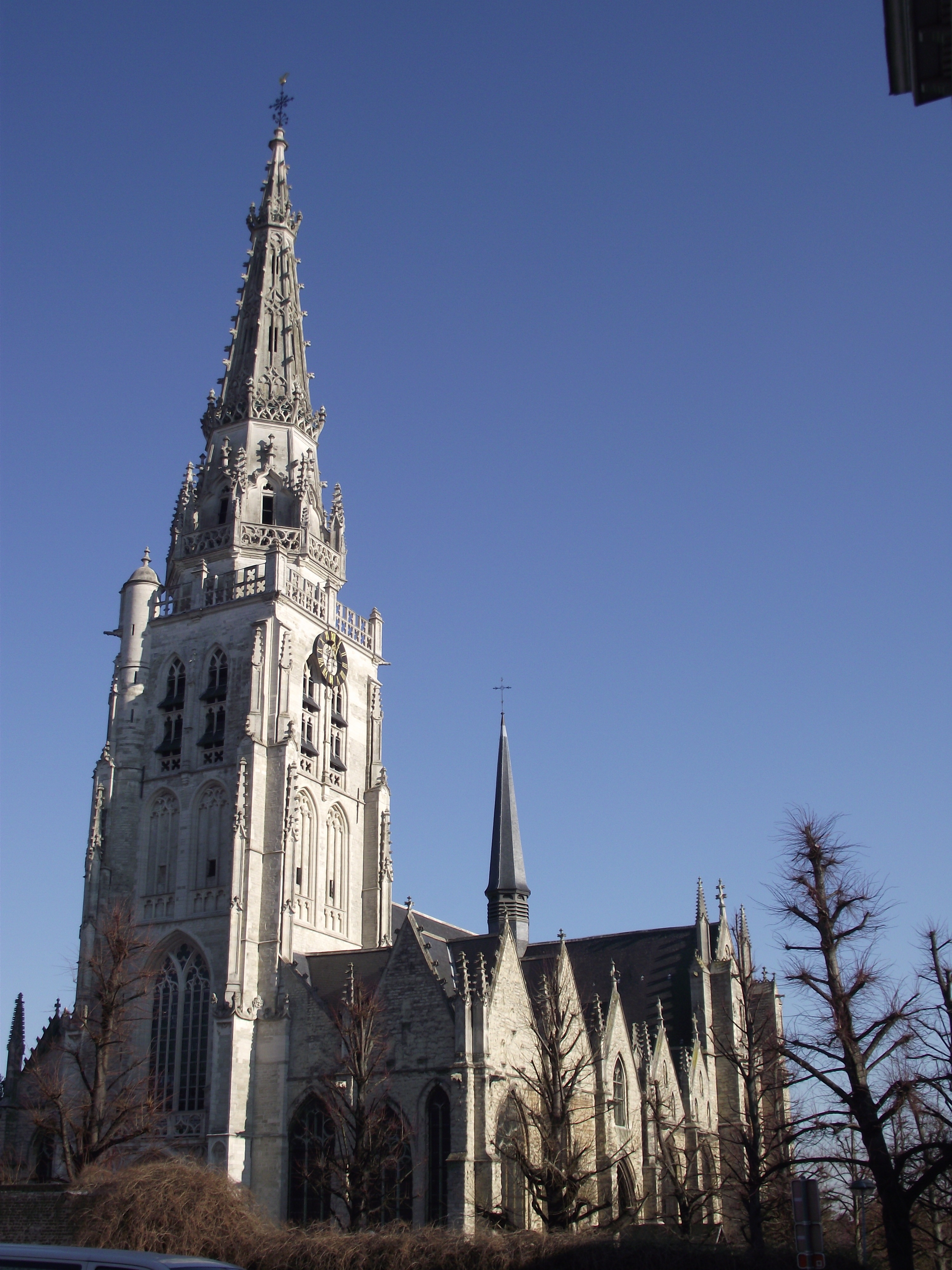
Stiftskirche Anderlecht

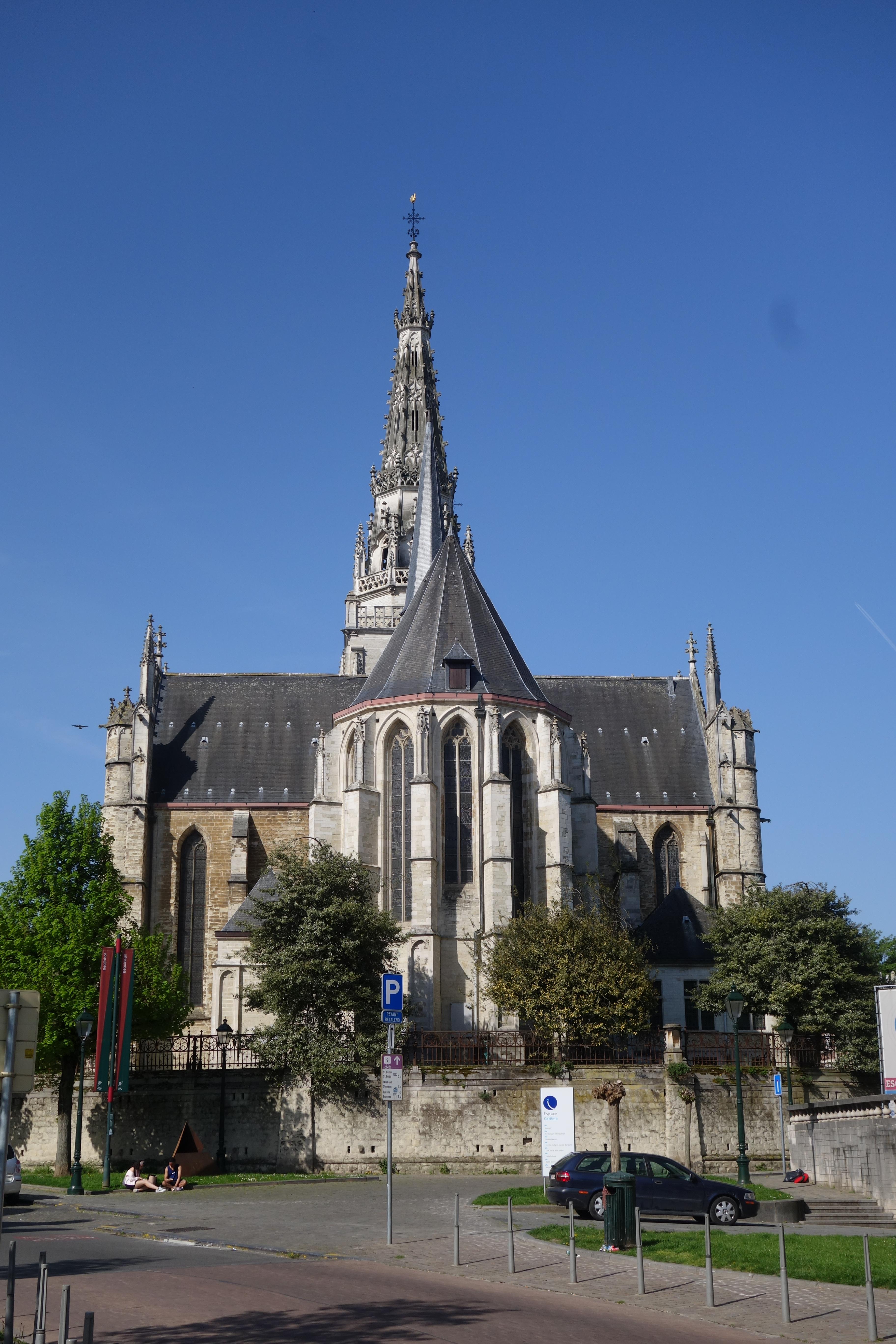
Ansicht von Osten

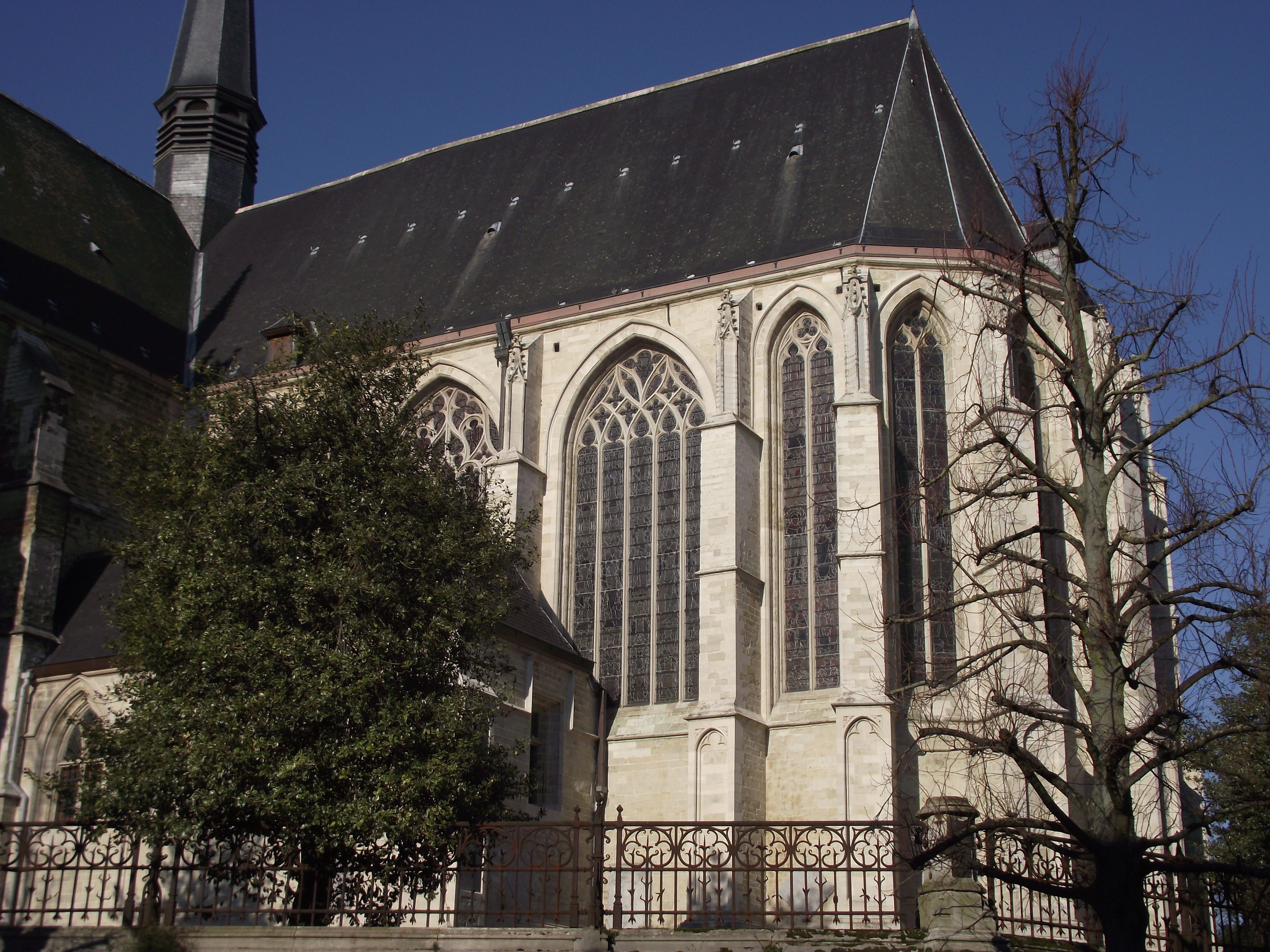
Chor

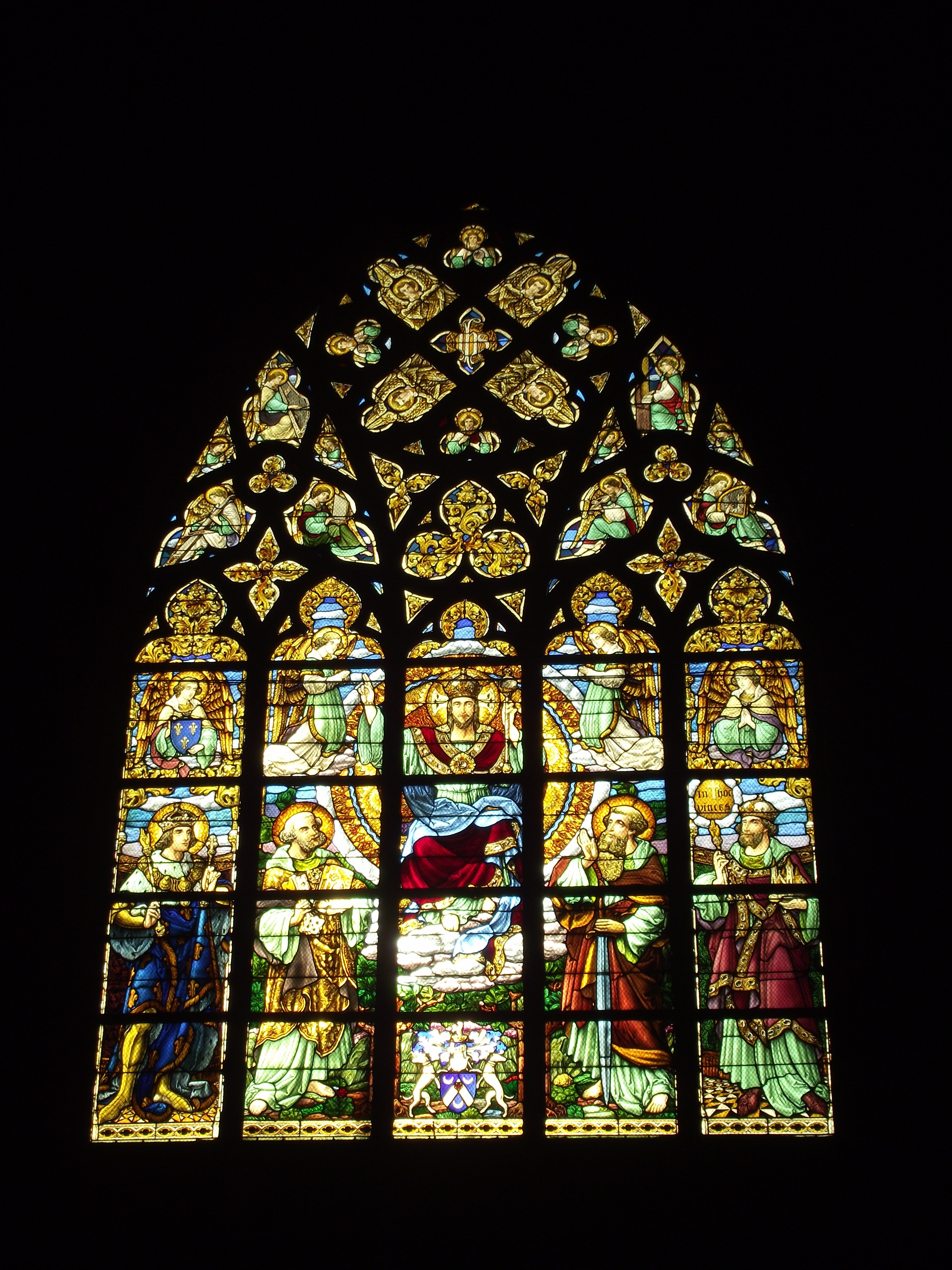
Glasmalerei

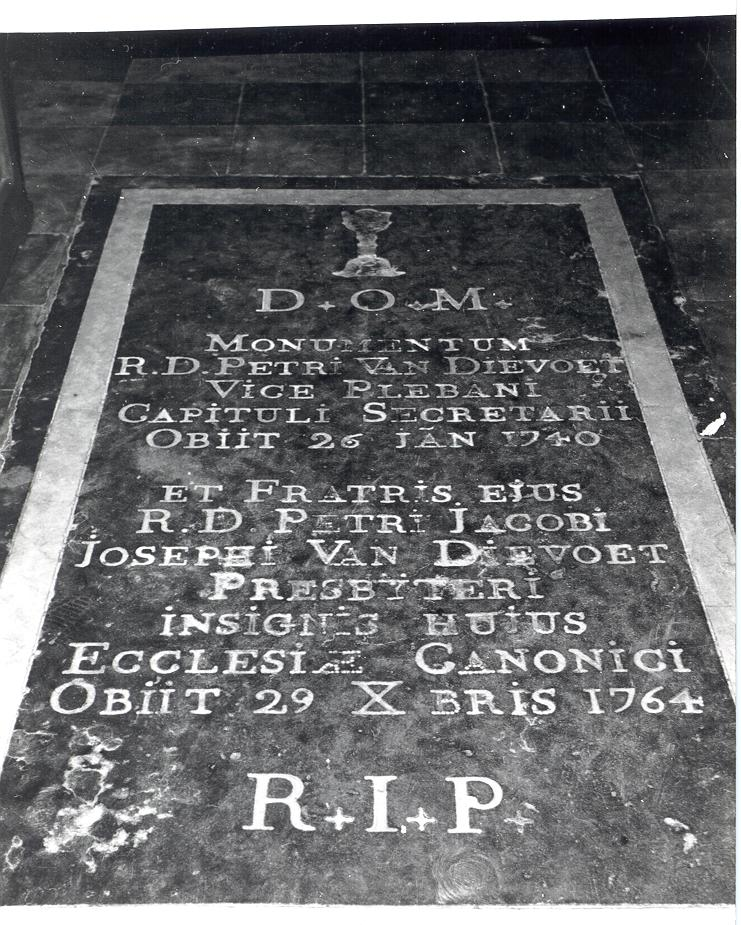
Grabstein des Pierre van Dievoet

Die ehemalige Stiftskirche St. Peter und Guido (französisch Collégiale Saints-Pierre-et-Guidon d’Anderlecht, niederländisch Sint-Pieter-en-Sint-Guidokerk) ist eine römisch-katholische Kirche in Anderlecht, einer Gemeinde südwestlich der Stadt Brüssel. Die Kirche im Stil der Brabanter Gotik wurde im 14. Jahrhundert erbaut und finanziell so ausgestattet, dass ein Kanonikerstift dort die Gottesdienste zelebrieren konnte. Als Hauptkirche von Anderlecht ist sie das Gotteshaus der örtlichen Pfarrgemeinde. Sie liegt an der Station Saint-Guidon der Brüsseler Metro.

## Geschichte
In der Nähe der Kirche St. Peter, der damaligen Hauptkirche des Dorfes Anderlecht, wurde 1046 von Reinelde d’Aa, einem Mitglied einer einflussreichen Familie des Herzogtums Brabant, ein Kollegiatstift gegründet. Die erste Kirche war romanisch, wie aus der Krypta (11. Jahrhundert) ersichtlich ist, die noch unter dem Chor der Heiligen Peter und Guido liegt. In dieser Krypta befindet sich ein sehr alter Grabstein (11. Jahrhundert), ohne jegliche Inschrift, aber mit einem belaubten Zweig als einzigem Motiv. Aufgrund einer langen Tradition volkstümlicher Wallfahrten gilt sie als Grab des Heiligen Guido, des „armen Mannes von Anderlecht“, der um 1012 starb. Das heutige Gebäude wurde zwischen 1350 und 1527 als kreuzförmige Basilika errichtet, der quadratische Turm stammt aus dem Jahr 1517. Jan van Ruysbroeck, unter anderem Architekt des Turms des Brüsseler Rathauses, war für die Arbeiten zwischen 1479 und 1485 verantwortlich. Die Arbeiten dieser Periode wurden in Stein aus Avesne und Dilbeek ausgeführt.
Die Stiftskirche erhielt den Namen St. Peter und Guido, als ein Jahrhundert nach dem Tod des Heiligen Guido von Anderlecht eine von einem der Kanoniker verfasste Vita Guidonis den „armen Mann von Anderlecht“ bekannter machte. Sein Grab wurde zum Ziel für eine große Anzahl von Pilgern. Das Kollegiatstift wurde 1796 aufgelöst, aber die Kirche behielt ihren Titel.
Zwischen 1843 und 1847 wurde die Kirche unter der Leitung des Architekten Jules-Jacques van Ysendyck einer gründlichen Restaurierung unterzogen.
Im Jahr 1898 wurde der quadratische Turm mit einer Turmspitze versehen. Die Restaurierung von 1994 bis 1997 betonte die Eleganz des Bauwerks mit einer entsprechenden nächtlichen Beleuchtung.

## Beschreibung
Das Kirchenschiff in Form eines lateinischen Kreuzes hat nur vier niedrige Joche und geht über das Querschiff hinaus in einen relativ tiefen Chor (mit dem Chorgestühl) über.

### Krypta
Die Krypta, die auf die erste Kirche von St. Peter (im romanischen Stil) zurückgeht, ist gut erhalten. Vier der Säulen dort stammen vermutlich aus einer antiken römischen Villa.

### Grabsteine und Bestattungen
Hervorzuheben ist der Grabstein von Pierre van Dievoet (1697–1740), Vizepleban und Sekretär des Kapitels von Anderlecht und seines Bruders Kanonikus Pierre-Jacques-Joseph van Dievoet (1706–1764). Etwa hundert Grabsteine von Kanonikern, die zwischen dem 15. und 18. Jahrhundert gestorben sind, bedecken den Boden des Querschiffs, des Hauptschiffs und der Seitenschiffe, darunter die Grabsteine für:
- Albert Dithmar, ein renommierter Arzt aus Braine-l’Alleud, der dem Hof von Brabant angegliedert war und nach dem Anfall von Everard t’Serclaes an dessen Bett gerufen wurde. Die Inschrift lautet: „Hic iacet egregius singularis… vir Albertus cognomine dithmari de civilate brenien oriundus arcium et medecine mgr eximius illustisimoru quonda principu ac ducu brabancie anthonii iohannis et philippi phisicus electus nec non venerabiliu ecclesiarum monten senogien anderlechten canonicus dignissimus qui decessit ab humanis anno domini millesimo q dragetesimo tricesimo nono die prima mensis septembris cuius memoria ut benedictioni permaneat animaque cum sanctis in gloria perenniter requiescat.“

(Auf Deutsch: „Hier liegt der verdienstvolle und berühmte Albert Dithmar aus der Stadt Braine, Meister der Künste und berühmter Arzt der drei erlauchten Herzöge von Brabant Antoine, Jehan und Philippe und ihr auserwählter Physikus; würdiger Kanoniker der Kirchen von Mons, Soignies und Anderlecht; der im Jahre unseres Herrn 1439 am ersten Tag des Septembers aus dieser niederen Welt gekommen ist, auf dass sein Gedächtnis und seine Seele gesegnet werden, damit er in der Herrlichkeit bei den Heiligen ruhen möge.“)
- Im Chor befindet sich das Mausoleum von Jean de Walcourt, Herr von Braine-le-Château, Marschall des Hennegau (gestorben 1362), neben anderen Denkmälern, die zur Erinnerung an Mitglieder seiner Familie, Erben und Nachkommen derer von Aa, Gründer des Kapitels der Stiftskirche, errichtet wurden.

## Weitere Ausstattung
Südlich am rechten Seitenschiff befindet sich die große Liebfrauen-Gnadenkapelle, in der die Marienstatue aus der Kartause von Scheut aufbewahrt wurde. An den Wänden sind Szenen aus dem Leben des Heiligen Guido gemalt.
Die Orgel ist ein Werk von Georges Haupt aus dem Jahr 1937 mit 45 Registern auf drei Manualen und Pedal.

## Stift von Anderlecht
Das Stift von Anderlecht wurde im Jahr 1046 von Renelde d'Aa gegründet. Es brachte bedeutende Persönlichkeiten und Gelehrte zusammen und spielte acht Jahrhunderte lang eine kulturelle und religiöse Rolle.

## Umgebung der Kirche
Auf der einen Seite steht der ehemalige Beginenhof, zu dem unter anderen das Haus von Pierre Wichman (rue du chapitre), Kanoniker und Schulmeister in St. Peter und Guido, gehört. Im Jahr 1521 empfing er dort für einige Monate seinen Freund Erasmus, den großen Humanisten der Renaissance. Dieses Haus, das den Namen Erasmushaus (Maison d’Erasme) trägt, ist heute ein Museum, das Erasmus und der Renaissance gewidmet ist. 